# エイプゴン
エイプゴン（APEGON）は、全日本プロレス所属の日本のプロレスラー。

## 概要
全日本プロレスとA BATHING APE（NIGO®）と、ゆでたまごのコラボレーションで誕生したキャラクター。ゆでたまごの漫画『キン肉マン』に登場する架空の人種「超人」という設定である。

## 設定
以下は、超人としての設定。
アンドロメダ銀河・ペンタゴン星の出身。地球での本拠はアメリカ・ワシントンD.C.。
正義超人であるペンタゴンは実の兄である。兄が純白の地肌をさらしているのに対し、エイプゴンは白とも黒ともつかないグレーのエイプカモスーツを身にまとっている。これは、エイプゴンが正義と悪魔の両方の力を備えていることを意味する。
悪魔超人ヘキサゴンの息子として誕生したが、兄のペンタゴン同様に正義超人として育った。幼少期から兄を慕い、自分も超人レスラーとして実力がありながら、あくまで兄ペンタゴンが超人界最強になることを願ってきた。
しかし、超人オリンピック ザ・ビッグファイトで、ペンタゴンが残虐超人ウォーズマンのラフファイトになす術なく敗れたのを目の当たりにし、正義超人のテクニックだけでは超人レスリング界の頂点には立てないことを痛感。自ら完全無比（コンプリート）な超人となるべく、悪魔将軍に弟子入りする。
こうして、本来持っていた正義超人の正統派レスリングに加え、悪魔将軍から手ほどきを受けた悪魔殺法をも会得。迷彩のボディスーツを着用するようになったのは、この頃からである。
7人の悪魔超人がアイドル超人に敗れたあと、正義超人殲滅のために悪魔超人の上位集団である悪魔六騎士が選抜されることとなった。エイプゴンはその直前に姿を消し、以後は消息不明である。

## プロフィール
- 分類 - 正義超人→悪魔超人→不明[2]
- 身長体重 - 210cm 120kg[2]
- 超人強度 - 360万パワー[2]
- 血族 - 父 ヘキサゴン、兄 ペンタゴン、祖父 トライゴン、伯父 バミューダ、従兄 ブラックホール
- タイトル歴 - 不明[2]
- 技 - フライング・APE・プレス、クロノス・レガシー・チェンジ、アストロノーツ・フリップ[2]

## 経歴
2010年5月7日、全日本プロレスとA BATHING APEとのコラボイベント「A Bathing Ape® presents BAPESTA!! PRO-WRESTLING 2010」で登場した。
その後、『フィギュア王』とのコラボでフィギュア化が行われている。

## エイプマン
悪魔超人入り後、悪魔将軍がバミューダ（ブラックホールの父親とされる悪魔超人）の体を元に生み出した3人の悪魔超人。
ブラックホールに近い姿をしているらしいが、エイプゴン同様、迷彩のスーツとマスクを着用。実際のプロレスでは、エイプゴンより先にデビューを飾り、そのときに先の経歴も明かされている。

## 注
1. ↑  株式会社ワールドフォトプレス 『フィギュア王』No.153 12頁、同No.161 15頁。
2. 1 2 3 4 5  株式会社ワールドフォトプレス 『フィギュア王』No.153 12頁
3. ↑  悪魔超人トライゴンの息子であり、ヘキサゴンの兄、ペンタゴンとエイプゴンの伯父。
4. ↑  現在、エイプマン（APEMAN）とエイプマン2号（APEMAN NIGO）の2体のみ登場。